# Grande Prêmio do Japão de 1999
Resultados do Grande Prêmio do Japão de Fórmula 1 realizado em Suzuka em 31 de outubro de 1999. Décima sexta e última etapa da temporada, nele o finlandês Mika Häkkinen, da McLaren-Mercedes, venceu a prova e conquistou o bicampeonato mundial de pilotos ladeado por Michael Schumacher e Eddie Irvine, dupla da que garantiu o primeiro mundial de construtores da Ferrari desde 1983.

## Resumo
Última corrida de: Toranosuke Takagi, Damon Hill, Alessandro Zanardi e Luca Badoer (retornaria no GP de Valência de 2009).

## Classificação da prova
| Pos.   | Nº | Piloto                | Construtor         | Voltas | Tempo/Diferença | Grid | Pontos |
| ------ | -- | --------------------- | ------------------ | ------ | --------------- | ---- | ------ |
| 1      | 1  | Mika Häkkinen         | McLaren-Mercedes   | 53     | 1:31:18.785     | 2    | 10     |
| 2      | 3  | Michael Schumacher    | Ferrari            | 53     | + 5.015         | 1    | 6      |
| 3      | 4  | Eddie Irvine          | Ferrari            | 53     | + 1:35.688      | 5    | 4      |
| 4      | 8  | Heinz-Harald Frentzen | Jordan-Mugen/Honda | 53     | + 1:38.635      | 4    | 3      |
| 5      | 6  | Ralf Schumacher       | Williams-Supertec  | 53     | + 1:39.494      | 9    | 2      |
| 6      | 11 | Jean Alesi            | Sauber-Petronas    | 52     | + 1 volta       | 10   | 1      |
| 7      | 17 | Johnny Herbert        | Stewart-Ford       | 52     | + 1 volta       | 8    |        |
| 8      | 16 | Rubens Barrichello    | Stewart-Ford       | 52     | + 1 volta       | 13   |        |
| 9      | 22 | Jacques Villeneuve    | BAR-Supertec       | 52     | + 1 volta       | 11   |        |
| 10     | 10 | Alexander Wurz        | Benetton-Playlife  | 52     | + 1 volta       | 15   |        |
| 11     | 12 | Pedro Paulo Diniz     | Sauber-Petronas    | 52     | + 1 volta       | 17   |        |
| 12     | 23 | Ricardo Zonta         | BAR-Supertec       | 52     | + 1 volta       | 18   |        |
| 13     | 14 | Pedro de la Rosa      | Arrows             | 51     | + 2 voltas      | 21   |        |
| 14     | 9  | Giancarlo Fisichella  | Benetton-Playlife  | 47     | Motor           | 14   |        |
| Ret    | 15 | Toranosuke Takagi     | Arrows             | 43     | Câmbio          | 19   |        |
| Ret    | 20 | Luca Badoer           | Minardi-Ford       | 43     | Motor           | 22   |        |
| Ret    | 2  | David Coulthard       | McLaren-Mercedes   | 39     | Pane hidráulica | 3    |        |
| Ret    | 21 | Marc Gené             | Minardi-Ford       | 31     | Câmbio          | 20   |        |
| WD     | 11 | Damon Hill            | Jordan-Mugen/Honda | 21     | Retirou-se      | 12   |        |
| Ret    | 18 | Olivier Panis         | Prost-Peugeot      | 19     | Alterador       | 6    |        |
| Ret    | 19 | Jarno Trulli          | Prost-Peugeot      | 3      | Motor           | 7    |        |
| Ret    | 5  | Alessandro Zanardi    | Williams-Supertec  | 0      | Pane elétrica   | 16   |        |
| Fonte: |    |                       |                    |        |                 |      |        |

## Tabela do campeonato após a corrida
| Pos. | Piloto                | Pontos |
| ---- | --------------------- | ------ |
| 1    | Mika Häkkinen         | 76     |
| 2    | Eddie Irvine          | 74     |
| 3    | Heinz-Harald Frentzen | 54     |
| 4    | David Coulthard       | 48     |
| 5    | Michael Schumacher    | 44     |

| Pos. | Construtor         | Pontos |
| ---- | ------------------ | ------ |
| 1    | Ferrari            | 128    |
| 2    | McLaren-Mercedes   | 124    |
| 3    | Jordan-Mugen/Honda | 61     |
| 4    | Stewart-Ford       | 36     |
| 5    | Williams-Supertec  | 35     |

- Nota: Somente as primeiras cinco posições estão listadas e os campeões da temporada surgem grafados em negrito.